# الأسمسوريس
الأسمسوريس (بالإنجليزية: Elasmosaurus)‏ يعيش في أمريكا الشمالية خلال المرحلة الكامبانية في أواخر العصر الطباشيري، منذ حوالي 80.5 مليون سنة. تم اكتشاف العينة الأولى في عام 1867 بالقرب من فورت والاس، كانساس، الولايات المتحدة، وتم إرسالها إلى عالم الحفريات الأمريكي إدوارد درينكر كوب، الذي أطلق عليها اسم E. platyurus في عام 1868. الاسم العام يعني «زواحف ذات صفيحة رقيقة»، والاسم المحدد تعني «مسطح الذيل». أعاد كوب في الأصل بناء الهيكل العظمي للإلاسموصور مع وجود الجمجمة في نهاية الذيل، وهو خطأ تم تسليط الضوء عليه من قبل عالم الحفريات أتنيل تشارلز مارش، وأصبح جزءًا من تنافسهم في «حروب العظام». لا يُعرف سوى هيكل عظمي واحد غير مكتمل من الأسمسوريس، ويتألف من جمجمة مجزأة، والعمود الفقري، والمشدات الصدرية والحوضية، وهناك نوع واحد معروف اليوم؛ تعتبر الأنواع الأخرى الآن غير صالحة أو تم نقلها إلى أجناس أخرى.
يبلغ طول الأسمسوريس10.3 متر (34 قدمًا)، وكان من الممكن أن يكون له جسم انسيابي بأطراف تشبه المجداف وذيل قصير ورأس صغير وعنق طويل للغاية. كان طول العنق وحده حوالي 7.1 متر (23 قدمًا). جنبا إلى جنب مع نسبه Albertonectes ، كان واحدًا من أطول الحيوانات التي عاشت عنقًا، مع أكبر عدد معروف من فقرات الرقبة، 72. كانت الجمجمة نحيلة ومثلثة، مع أسنان كبيرة تشبه الأنياب في المقدمة، وأسنان أصغر باتجاه الخلف. كان لديه ستة أسنان في كل ما قبل الفك العلوي، وربما كان لديه 14 سنًا في الفك العلوي و 19 سنًا في الفك السفلي. تم ضغط معظم فقرات العنق بشكل جانبي، وتحمل قمة طولية أو عارضة على الجانبين.
استندت عائلة Elasmosauridae إلى جنس الأسمسوريس، وهو أول عضو معروف في هذه المجموعة من plesiosaurs طويلة العنق. كانت Elasmosaurids تتكيف جيدًا مع الحياة المائية، وتستخدم زعانفها للسباحة. على عكس الصور السابقة، لم تكن أعناقهم مرنة جدًا، ولا يمكن رفعها فوق سطح الماء. من غير المعروف الغرض من استخدام أعناقهم الطويلة، ولكن ربما كان لديهم وظيفة في التغذية. ربما كانت الإلاسموصورات تأكل الأسماك الصغيرة واللافقاريات البحرية، وتلتقطها بأسنانها الطويلة، وربما تكون قد استخدمت حصوات المعدة (حصوات المعدة) للمساعدة في هضم طعامها. يُعرف الأسمسوريس من تكوين Pierre Shale ، والذي يمثل الرواسب البحرية من الطريق البحري الداخلي الغربي.

## تاريخ الدراسة

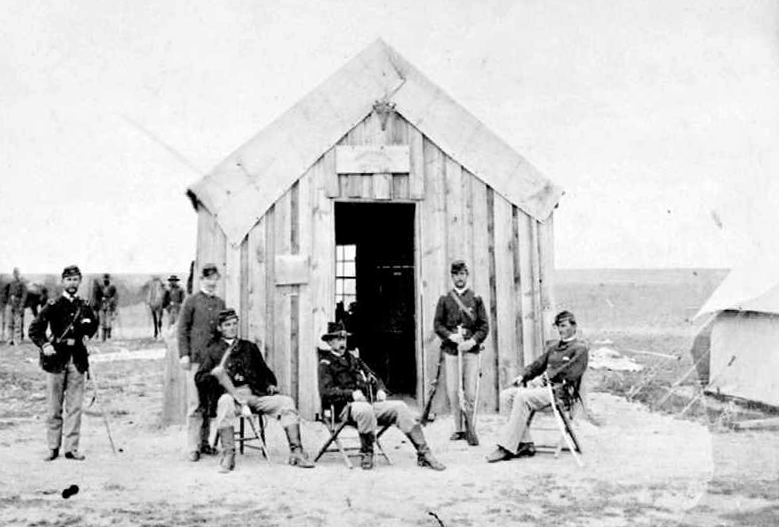
الضباط في فورت والاس ، كانساس ، في عام 1867. تورنر ، الذي اكتشف في نفس العام الأسمسوريس في المنطقة ، هو الثاني من اليسار.

في أوائل عام 1867، اكتشف جراح الجيش الأمريكي ثيوفيلوس هانت تورنر وكشاف الجيش ويليام كومستوك الصخور حول فورت والاس، كانساس، حيث تمركزوا أثناء بناء سكة حديد يونيون باسيفيك. على بعد حوالي 23 كيلومترًا (14 ميلًا) شمال شرق فورت والاس، بالقرب من ماكالاستر، اكتشف تيرنر عظام زاحف أحفوري كبير في واد في تكوين بيير شيل، وعلى الرغم من أنه لم يكن لديه خبرة في علم الحفريات، فقد أدرك أن البقايا تنتمي إلى «وحش منقرض». في يونيو، أعطى تيرنر ثلاث فقرات أحفورية للعالم الأمريكي جون لوكونت، عضو مسح السكك الحديدية، لاستعادة الشرق ليتم تحديد هويته. في ديسمبر، سلمت LeConte بعض الفقرات لعالم الحفريات الأمريكي إدوارد درينكر كوب في أكاديمية العلوم الطبيعية في فيلادلفيا (ANSP ، المعروفة منذ عام 2011 باسم أكاديمية العلوم الطبيعية بجامعة دريكسل). اعترافًا بها على أنها بقايا بليزيصور، أكبر من أي بقايا رآها في أوروبا، كتب كوب إلى تيرنر يطلب منه تسليم بقية العينة، على نفقة ANSP.
في ديسمبر 1867 عاد تورنر وآخرون من فورت والاس إلى الموقع واستعادوا الكثير من العمود الفقري، بالإضافة إلى الخرسانات التي تحتوي على عظام أخرى. كان وزن المادة مجتمعة 360 كيلوغرامًا (800 رطل). تم حفر الحفريات أو نزعها من الصخر الطري الناعم نسبيًا بالمعاول والمجارف، وتحميلها على عربة تجرها الخيول، ونقلها مرة أخرى إلى فورت والاس. أرسل كوب تعليمات حول كيفية حزم العظام، والتي تم إرسالها بعد ذلك في صناديق مبطنة بالتبن على عربة عسكرية شرقًا إلى سكة الحديد، والتي لم تصل بعد إلى الحصن. وصلت العينة إلى فيلادلفيا بالسكك الحديدية في مارس 1868، وبعد ذلك فحصها كوب على عجل؛ أبلغ عنها في اجتماع ANSP في مارس، والذي أطلق عليه اسم (Elasmosaurus platyurus). الاسم العام الأسمسوريس يعني «الزواحف الرقيقة الصفيحة»، في إشارة إلى عظام «الصفيحة» في منطقتي القص والحوض، والاسم المحدد platyurus يعني «مسطح الذيل»، في إشارة إلى «الذيل» المضغوط (في الواقع العنق) وصفيحة من الفقرات هناك.
طلب مكتب ope أن يبحث تيرنر عن المزيد من أجزاء عينة الأسمسوريس، وتم إرسال المزيد من الحفريات خلال أغسطس أو سبتمبر 1868. وشكر ANSP تورنر على «هديته القيمة للغاية» في اجتماعهم في ديسمبر 1868، وزار تيرنر المتحف خلال الربيع، في وقت كان كوب غائبًا. توفي تيرنر بشكل غير متوقع في فورت والاس في 27 يوليو 1869، دون أن يرى اكتمال العمل الذي بدأه، لكن كوب استمر في الكتابة له، غير مدرك لوفاته حتى عام 1870. لم تتم تغطية الظروف المحيطة باكتشاف تيرنر لعينة النوع في Cope's تقرير، وظل مجهولاً حتى نُشرت رسائل تورنر في عام 1987. كان الأسمسوريس أول اكتشاف أحفوري كبير في كانساس (والأكبر من هناك في ذلك الوقت)، وكان يمثل بداية اندفاع جمع الأحافير الذي أرسل الآلاف من الحفريات من كانساس إلى متاحف بارزة على الساحل الشرقي الأمريكي. كانت الأسمسوريس واحدة من عدد قليل من البليصورات المعروفة من العالم الجديد في ذلك الوقت، وأول عضو معروف في عائلة Plesiosaurs طويلة العنق، Elasmosauridae.
في عام 1869 قام كوب بوصف الأسمسوريس ورسمه علميًا، واحتوت النسخة الأولية للمخطوطة على إعادة بناء للهيكل العظمي الذي قدمه سابقًا خلال تقريره في اجتماع ANSP في سبتمبر 1868. وأظهرت إعادة الإعمار أن الأسمسوريس بعنق قصير وذيل طويل، على عكس البليزوصورات الأخرى، ولم يكن كوب متأكدًا أيضًا مما إذا كان لديه أطرافه الخلفية. في اجتماع ANSP بعد عام ونصف، في مارس 1870، لاحظ عالم الأحافير الأمريكي جوزيف ليدي (معلم كوب) أن إعادة بناء كوب للإلاسموصوروس أظهر الجمجمة في النهاية الخاطئة للعمود الفقري، في نهاية الذيل بدلاً من الرقبة. يبدو أن كوب قد خلص إلى أن فقرات الذيل تنتمي إلى الرقبة، حيث تم العثور على الفكين في نهاية الهيكل العظمي، على الرغم من أن الطرف المقابل ينتهي في المحور وعظام الأطلس الموجودة في الرقبة. خلص ليدي أيضًا إلى أن الأسمسوريس كان مطابقًا لـ Discosaurus ، وهو plesiosaur كان قد سماه عام 1851.
لإخفاء خطأه، حاول كوب استرجاع جميع نسخ مقالة ما قبل الطباعة، وطبع نسخة مصححة مع إعادة بناء هيكل عظمي جديدة وضعت الرأس على الرقبة (على الرغم من أنها عكس اتجاه الفقرات الفردية) وصياغة مختلفة في عام 1870. في رد على ليدي، ادعى كوب أنه قد تم تضليله بحقيقة أن ليدي قد رتب فقرات سيمولياسوروس بالترتيب العكسي في وصفه لعام 1851 لهذا الجنس، وأشار إلى أنه تم تصحيح إعادة بنائه. رفض كوب أيضًا فكرة أن Elasmosaurus و Discosaurus متطابقان، وأشار إلى أن الأخير و Cimoliasaurus ليس لهما أي سمات مميزة. على الرغم من أن كوب قد حاول إتلاف النسخ المسبقة، إلا أن هناك نسخة واحدة لفتت انتباه عالم الحفريات الأمريكي أوثنيل تشارلز مارش، الذي سخر من هذا الخطأ. أدى ذلك إلى العداء بين كوب، الذي كان محرجًا من الخطأ، ومارش، الذي تكرّر تكرار الخطأ لعقود. عاد مارش إلى القضية خلال الجدل الذي دار بينهما في صحيفة نيويورك هيرالد في تسعينيات القرن التاسع عشر (ادعى مارش أنه أشار إلى الخطأ إلى كوب على الفور)، عندما حظي نزاعهما باهتمام الرأي العام على نطاق واسع. كانت الحجة جزءًا من تنافس «حروب العظام» بين الاثنين، وهي معروفة جيدًا في تاريخ علم الحفريات.
بسبب سمعة كوب كعالم حفريات لامع، فقد تم التساؤل عن سبب ارتكابه مثل هذا الخطأ التشريحي الواضح. لقد تم اقتراح أنه، كعينة فريدة في عام 1868، ربما كان من الصعب تفسير الأسمسوريس الأصلي بناءً على المعرفة المتاحة في ذلك الوقت. أيضًا، اعتقد كوب في البداية أنه يتكون من عينتين من حيوانات مختلفة - في رسالة أرسلها عام 1868 إلى LeConte ، أشار كوب إلى «العينة الأصغر» المفترضة باسم Discosaurus carinatus. كان كوب في أواخر العشرينيات من عمره ولم يتدرب رسميًا في علم الحفريات، وربما تأثر بخطأ ليدي في عكس العمود الفقري لسيمولياسوروس. في عام 2002، أشارت مؤرخة الفن الأمريكية جين بي ديفيدسون إلى أن حقيقة أن علماء آخرين أشاروا في وقت مبكر إلى خطأ ليدي يجادل ضد هذا التفسير، مضيفة أن كوب لم يكن مقتنعًا بأنه ارتكب خطأ. كان تشريح بليسيوصور معروفًا بدرجة كافية في ذلك الوقت لدرجة أن كوب لا يجب أن يرتكب الخطأ، وفقًا لديفيدسون. لم يقم كوب بعمل يذكر على العينة منذ وصفه لعام 1870، وظل في المخزن لما يقرب من 30 عامًا. تمت إعادة وصفه بالتفصيل فقط في عام 2005 من قبل عالم الحفريات الألماني سفين ساكس.
العناصر الأحفورية المعروفة والمحتملة
اليوم، تعد عينة النمط الشامل غير المكتملة، المصنفة باسم ANSP 10081، هي العينة المحددة الوحيدة من الأسمسوريس. تم عرضه لفترة طويلة، ولكن يتم تخزينه الآن في خزانة بها أجزاء مخصصة أخرى. تتكون العينة من عظم الفك العلوي، وجزء من الجزء الخلفي من الفك العلوي الأيمن، وشظيتان من الفك العلوي مع أسنان، والجزء الأمامي من الأسنان، وثلاث شظايا أخرى من الفك، وشظيتين من الجمجمة ذات هوية غير محددة، و 72 فقرات عنق، بما في ذلك الأطلس والمحور، و 3 فقرات صدرية، و 6 فقرات خلفية، و 4 فقرات عجزية، و 18 فقرة ذيلية، بالإضافة إلى شظايا من الأضلاع. في عام 2013، أعاد ساكس اكتشاف مركز فقرات الرقبة غير المكتمل من النمط الشامل الذي ذكره كوب ولكن يعتقد أنه فقده، وتم تعديل عدد فقرات العنق من 71 إلى 72. في عام 1986، تم الانتهاء من إعادة بناء ثلاثية الأبعاد للهيكل العظمي من النمط الشامل ويتم عرضها الآن في ANSP. تم نسخ هذا الممثلين لاحقًا من قبل شركة Triebold Paleontology Incorporated ، وتم توفير النسخ المتماثلة لمتاحف أخرى. يبلغ طول أحد هذه القياسات حوالي 12.8 مترًا (42 قدمًا).
على الرغم من أن كوب وصف المشدات الصدرية والحوضية للإلاسموسورس ورسمها في عامي 1869 و 1875، فقد لوحظ أن هذه العناصر مفقودة من المجموعة من قبل عالم الأحافير الأمريكي صموئيل ويندل ويليستون في عام 1906. وقد أعار كوب هذه العناصر إلى النحات الإنجليزي بنيامين ووترهاوس هوكينز للمساعدة تحضيرهم من الخرسانات المحيطة بهم. في ذلك الوقت، كان هوكينز يعمل في «متحف حقب الحياة القديمة» في سنترال بارك بنيويورك، حيث كان من المقرر أن تظهر إعادة بناء الأسمسوريس، وهو ما يعادل ديناصورات كريستال بالاس بالحجم الطبيعي في لندن. في مايو 1871، تم تدمير الكثير من مواد المعروضات في ورشة هوكينز من قبل المخربين (الذين يعملون لدى السياسي النيويوركي ويليام إم. «بوس» تويد) ودُفنت شظاياهم. من الممكن أن تكون عناصر حزام الأسمسوريس موجودة في الورشة وتم تدميرها أيضًا. لم يذكر أي شيء بعد ذلك عن خسارتهم من قبل هوكينز أو كوب. في عام 2018، وثق ديفيدسون وإفرهارت الأحداث التي أدت إلى اختفاء هذه الأحافير، واقترحوا أن تظهر صورة ورسم لورشة ووترهاوس من عام 1869 لتُظهر كتلًا خرسانية على الأرض ربما كانت مشدات الأسمسوريس غير جاهزة. كما أشاروا إلى أن الرسومات المفاهيمية لمتحف الباليوزويك تظهر أن نموذج الأسمسوريس كان في الأصل متصورًا «بذيل» طويل، على الرغم من تحديثه لاحقًا برقبة طويلة. خلص ديفيدسون وإفيرهارت إلى أن أحافير الحزام تم تدميرها على الأرجح في ورشة هوكينز.
عثر الجيولوجي الأمريكي بنجامين فرانكلين مودج على الحفريات التي ربما كانت تنتمي إلى النمط الشمولي عام 1871، لكنها ربما فقدت منذ ذلك الحين. تم العثور على حفريات بليسيوصور إضافية بالقرب من الموقع الأصلي في 1954 و 1991 و 1994 و 1998، بما في ذلك الفقرات الخلفية والأضلاع والجاستراليا (أضلاع البطن) وحص المعدة. نظرًا لعدم تداخل أي من هذه العناصر مع تلك الموجودة في العينة الشاملة، فقد خلص عالم الحفريات الأمريكي مايكل ج. وأشار أيضًا إلى أن حجرًا صغيرًا مثبتًا في القناة العصبية لإحدى فقرات الذيل من النمط الكلي قد يكون عبارة عن حصوة معدة، بناءً على مظهره المصقول. في عام 2007، أعرب عالم الأحافير الكولومبيان ليزلي نوي ومارسيلا جوميز بيريز عن شكهما في أن العناصر الإضافية تنتمي إلى عينة النوع، أو حتى إلى الأسمسوريس، بسبب نقص الأدلة. وأوضحوا أن العناصر المفقودة من النمط الكلي ربما فقدت بسبب التجوية أو ببساطة لم يتم جمعها، وأن الأجزاء ربما فقدت أو تضررت أثناء النقل أو التحضير. قد لا يتم التعرف على حصوات المعدة على هذا النحو أثناء الجمع، حيث لم يتم الإبلاغ عن مثل هذه الأحجار من بليسيوصور إلا بعد عشر سنوات.
في عام 2017، اقترح ساكس وجواكيم لادويج أن هيكل عظمي مجزأ من الإلاسموصورات من كامبانيان العلوي في كرونسمور في شليسفيغ هولشتاين بألمانيا، والموجود في متحف ناتوركوندي بيليفيلد ، ربما كان ينتمي إلى الأسمسوريس. توجد أجزاء إضافية من نفس الهيكل العظمي في معهد الجيولوجيا بجامعة هامبورغ، وكذلك في مجموعات خاصة. تتكون العينة مجتمعة من فقرات العنق والظهر والذيل والكتائب والأسنان وعناصر الأطراف و 110 حصوة معوية وشظايا غير محددة.

## الوصف
على الرغم من أن العينة الوحيدة المعروفة من الأسمسوريس (العينة الشاملة ANSP 10081) مجزأة وتفتقد العديد من العناصر ، إلا أن الإلاسموصورات ذات الصلة تُظهر أنه كان من الممكن أن يكون لها جسم مضغوط وانسيابي وطويل وأطراف تشبه المجداف وذيل قصير ورأس صغير نسبيًا رقبة طويلة للغاية. يُقدّر طول رقبة الأسمسوريس بـ 7.1 متر (23 قدمًا)؛ وهكذا ، كان الأسمسوريس وقريبه Albertonectes من أطول الحيوانات ذات العنق التي عاشت على الإطلاق ، مع أكبر عدد من فقرات العنق من أي فقاريات معروفة الحيوانات. على الرغم من فقرات العنق الكثيرة ، كانت أعناق الإلاسموصورات أقل من نصف طول أعناق الديناصورات الصربودية ذات العنق الطويل. في عام 1952 قدر عالم الحفريات الأمريكي صموئيل ويلز أن طول الجسم كان 10.3 متر (34 قدمًا). في وصفه لعام 1869 للإلاسموصوروس ، قدر كوب طول الحيوان عن طريق تلخيص أطوال العمود الفقري وتقديرات الأجزاء المفقودة ، مما أدى إلى إجمالي طول 13.1 مترًا (43 قدمًا). كان من الممكن أن يكون الحيوان الحي أكبر قليلاً بسبب وجود الغضروف بين الأجسام الفقرية ، وقدر كوب بحوالي 13.7 متر (45 قدمًا).
مثل الإلاسموصورات الأخرى ، كان للإلاسموسوروس جمجمة نحيلة مثلثة الشكل. تم تقريب الخطم وشكل نصف دائرة تقريبًا عند النظر إليه من الأعلى ، وحمل الفك العلوي (الذي يشكل مقدمة الفك العلوي) عارضة منخفضة في خط الوسط. من غير المؤكد عدد أسنان الأسمسوريس ، بسبب الحالة المتقطعة للحفريات. من المحتمل أنه كان يحتوي على ستة أسنان في كل طرف من الفكين ، والأسنان المحفوظة هناك تكونت مثل الأنياب الكبيرة. يميز عدد الأسنان قبل الفك الأسمسوريس عن plesiosauroids البدائية ومعظم الإلاسموريدات الأخرى ، والتي عادة ما تحتوي على عدد أقل. كانت الأسنان الأمامية أصغر من الأسنان اللاحقة ، وكانت تقع بين الأسنان الأولى والثانية في أسنان الفكين السفليين. كانت الأسنان المعروفة للجزء الأمامي من الفك السفلي عبارة عن أنياب كبيرة ، ويبدو أن الأسنان الموجودة في مؤخرة الفكين كانت أصغر. كانت أسنان الإلاسموريدات بشكل عام غير متجانسة (غير منتظمة في جميع أنحاء الفكين)، مع تصغير الأسنان تدريجياً من الأمام إلى الخلف. تحتوي الفك العلويان (أكبر عظمة تحمل الأسنان في الفك العلوي) عادةً على 14 سنًا ، بينما تحتوي الأسنان (الجزء الرئيسي من الفك السفلي) عادةً على 17 إلى 19. الأسنان متشابكة ، وتكون تيجانها نحيلة ومدورة في المقطع العرضي. كان الارتفاق الفكي السفلي (حيث يتصل نصفي الفك السفلي) متحجرًا جيدًا ، بدون خياطة مرئية.
لوحظ أن المشدات الصدرية والحوضية لعينة النمط الكلي مفقودة بحلول عام 1906، ولكن الملاحظات حول هذه العناصر تمت منذ ذلك الحين بناءً على الأوصاف والأشكال الأصلية من أواخر القرن التاسع عشر. تم دمج شفرات الكتف (الكتف) وتلتقي عند خط الوسط ، ولا تحمل أي أثر لقضيب متوسط. كانت النتوءات العلوية للكتف واسعة جدًا ، وكانت «أعناق» لوحي الكتف طويلة. كان للحزام الصدري شريط طويل في المنتصف ، وهي ميزة يُفترض أنها متقدمة يُعتقد أنها غائبة عن بليزيوصورات الأحداث. تم ربط الإسكيا (زوج من العظام التي شكلت جزءًا من الحوض) في المنتصف ، بحيث كان هناك قضيب وسطي على طول الحوض ، وهي ميزة لا توجد عادة في بليزيوصورات. مثل الإلاسموصورات الأخرى (والبلاسيوصورات بشكل عام)، كان للإلاسموصوروس أطراف كبيرة تشبه المجداف بأصابع طويلة جدًا. كانت المجاذيف الموجودة في المقدمة (المجاذيف الصدرية) أطول من تلك الموجودة في الخلف (مجاذيف الحوض).
فقرات
على عكس العديد من الحيوانات الأخرى ذات العنق الطويل ، لم تكن فقرات العنق الفردية ممدودة بشكل خاص ؛ بدلاً من ذلك ، تم تحقيق أقصى طول للرقبة من خلال زيادة عدد الفقرات بشكل كبير. اختلف الأسمسوريس عن جميع البليسيوصورات الأخرى باحتوائه على 72 فقرة (أو عنق الرحم)؛ قد يكون المزيد موجودًا ولكنه فقد لاحقًا بسبب التعرية أو بعد التنقيب. فقط ألبيرتونيكت كان لديه عدد أكبر من فقرات الرقبة ، 75، والاثنان هما البليزوصورات الوحيدة التي يزيد عددها عن 70 ؛ أكثر من 60 فقرة مشتقة جدًا (أو «متقدمة») للبليزوصورات.
كان مجمع عظام الأطلس والمحور ، المكون من أول فقرتين للرقبة ومفصلتين مع الجزء الخلفي من الجمجمة ، طويلًا ومنخفضًا ومستطيلًا أفقيًا في المنظر الجانبي. تم تحجر الوسط ، أو «الأجسام»، من هذه الفقرات بشكل مشترك في العينة الشاملة ، مما يشير إلى أنها كانت بالغة. كانت الأقواس العصبية لهذه الفقرات رفيعة جدًا ومرتفعة نوعًا ما ، مما أعطى القناة العصبية (الفتحة عبر منتصف الفقرات) مخططًا مثلثًا عند رؤيتها من الخلف. كان الجزء السفلي من القناة العصبية ضيقًا باتجاه الخلف بواسطة المحور ، حيث كان نصف عرض المركز. أصبح أوسع باتجاه الأمام ، حيث كان تقريبًا نفس عرض مركز الأطلس. كانت الأقواس العصبية أيضًا أكثر قوة هناك مما كانت عليه في المحور ، وكانت القناة العصبية أعلى. كان العمود الفقري العصبي منخفضًا وموجهًا للأعلى وللخلف. كان وسط الأطلس والمحور متساويين في الطول ، ولهما شكل تربيعي في المنظر الجانبي. السطح (أو الوجه) حيث كان المحور المفصلي مع الفقرة التالية له مخطط بيضاوي ، وحفر للقناة العصبية في منتصف الحافة العلوية. ركض عارضة مميزة على طول منتصف الجزء السفلي من الأطلس وفقرات المحور.
تم ضغط معظم فقرات العنق بشكل جانبي ، خاصة في منتصف العنق. تمتد القمة (التي يطلق عليها أيضًا اسم التلال أو العارضة) طوليًا على طول جانب فقرات العنق (سمة نموذجية للإلاسموصورات)، مرئية من الفقرة الثالثة إلى الخامسة والخمسين ، في الجزء الخلفي من الرقبة. تم وضع هذه القمة في منتصف الوسط في الفقرات الأمامية ، وفي النصف العلوي من المركز بدءًا من الفقرة التاسعة عشر وما بعدها. كان من الممكن أن يعمل الشعار على تثبيت عضلات الرقبة. اختلف الوسط في الشكل اعتمادًا على موضع الفقرات في الرقبة ؛ كانت الفقرة الثالثة تقريبًا طالما كانت عريضة ، لكن الوسط أصبح أطول من عرضه من الفقرة الرابعة وما بعدها. أصبح السنترا أكثر استطالة عند منتصف العنق ، لكنه أصبح أقصر مرة أخرى في مؤخرة العنق ، مع تساوي الطول والعرض تقريبًا عند الفقرة 61، وتلك الخاصة بالفقرات الخلفية أوسع من الطول. كانت السطوح المفصلية للفقرات في مقدمة العنق عريضة بيضاوية ، ومتعمقة بشكل معتدل ، مع حواف مستديرة وسميكة ، مع حفر (أو تجويف) في الجانبين العلوي والسفلي. إلى الخلف في الجزء الأمامي من الرقبة ، حول الفقرة 25، أصبحت الحافة السفلية للوجه المفصلي أكثر تقعرًا ، والوجه على شكل مربع ذي حواف مستديرة. في الفقرة 63، كان الوجه المفصلي أيضًا تربيعي الشكل مع حواف مستديرة ، في حين أن وسط الفقرات الخلفية كان لها مخطط بيضاوي عريض.
تم دمج الأقواس العصبية لفقرات العنق جيدًا في الوسط ، دون ترك أي خيوط مرئية ، وكانت القناة العصبية ضيقة في الفقرات الأمامية ، وأصبحت أكثر تطورًا في الفقرات الخلفية ، حيث كانت عريضة مثل عالية ، وشبه دائرية . كانت الفقرات قبل وبعد الزيجابوفيز لفقرات الرقبة ، وهي العمليات التي تمفصل الفقرات المجاورة بحيث تتلاءم معًا ، متساوية الطول ؛ وصل الأول إلى مستوى المركز بالكامل بينما وصل الأخير إلى النصف الخلفي فقط. يبدو أن العمود الفقري العصبي لفقرات الرقبة كان منخفضًا وشبه دائري تقريبًا في الفقرة العشرين. تم وضع الأوجه حيث تكون أضلاع العنق مفصلية مع فقرات العنق على الجوانب السفلية من الوسط ، ولكن تم وضعها أعلى فقط في الفقرات الثلاث الأخيرة ، ووصلت حول منتصف الجوانب. كانت ضلوع العنق نصف دائرية إلى تربيعية في المنظر الجانبي ، وكانت موجهة نحو الأسفل بشكل مستقيم. يحتوي الجزء السفلي من كل فقرة عنق على أزواج من الثقوب المغذية (الفتحات) في المنتصف ، مفصولة بحافة ، والتي أصبحت تدريجياً أكثر بروزًا وسميكة باتجاه مؤخرة العنق.
غالبًا ما يطلق على الفقرات التي تنتقل بين الرقبة والظهر (أو الظهرية) الفقرات في المنطقة الصدرية من البليزوصورات ، بالقرب من الهامش الأمامي لحزام الأطراف الأمامية ، الفقرات الصدرية. كان لدى الأسمسوريس ثلاث فقرات صدرية ، وهو رقم شائع للإلاسموصورات. كانت الجوانب الضلعية للفقرات الصدرية مثلثة الشكل وموجودة في عمليات عرضية ، وأزواج التجويف المركزي من الثقوب المغذية في منتصف الجوانب السفلية. تحتوي الفقرات الخلفية على جوانب ضلعية مع القناة العصبية ، والجزء الأمامي والخلفي من العمليات العرضية هنا له حواف مميزة على هوامشها. هنا تم وضع جوانب الضلع أعلى من العمليات العرضية ، وتفصل بين الاثنين ، وكانت بيضاوية إلى مستطيلة في مخطط تفصيلي. كانت ما قبل الزيجابوفيز هنا أقصر من تلك الموجودة في الرقبة والفقرات الصدرية ، ووصلت فقط فوق مستوى الوسط مع الثلث الأمامي من طولها. وصلت مرحلة ما بعد الزيجابوفيز إلى مستوى المركز مع النصف الخلفي من طولها. فقرات الظهر ليست مفيدة للتمييز بين الإلاسموصورات ، لأنها لا تُشخص على مستوى الجنس. بعد وصف نوع النوع E. platyurus ، تم وصف عدد من أنواع الأسمسوريس بواسطة Cope و Williston ومؤلفون آخرون. ومع ذلك ، لا يزال أي من هذه الأنواع يشير بالتأكيد إلى جنس الأسمسوريس اليوم ، ومعظمها إما تم نقلها إلى أجناس خاصة بها أو تعتبر أسماء مشكوك فيها ، nomina dubia - أي بدون سمات مميزة ، وبالتالي مشكوك فيها الصلاحية.
كان لدى الأسمسوريس أربع فقرات عجزية (الفقرات المندمجة التي تشكل العجز المتصل بالحوض)، وهو عدد نموذجي للإلاسموصورات. كانت العمليات العرضية هنا قصيرة جدًا ، وزادت جوانب الضلع من حيث الحجم من الأول إلى الرابع فقرة العجز. تمتد سلسلة من التلال على طول الجزء العلوي من هذه الفقرات ، وتم تقريب الجوانب السفلية من الوسط ، وتحمل أزواجًا من الثقوب المغذية ، مفصولة بحواف منخفضة. يمكن تمييز فقرة الذيل الأول (أو الذيلية) بالفقرة العجزية السابقة من خلال وجود جوانب ضلع أصغر ، وعن طريق وضعها في النصف السفلي من المركز. كانت هذه الفقرات دائرية الشكل تقريبًا ، وكان أول فقرتين تحملان عارضة ضيقة في منتصف الجانب العلوي. كانت الأوجه الضلعية لفقرات الذيل موجودة على الجانب السفلي من الوسط ، وأصبح شكلها البيضاوي أكبر وأوسع من الفقرة الثالثة وما بعدها ، ولكنها أصبحت أصغر من الفقرة الرابعة عشرة. هنا ، وصلت أيضًا مرحلة ما قبل الزيجابوفيز إلى مستوى الوسط لمعظم طولها ، بينما وصلت مرحلة ما بعد الزيجابوفيز إلى هذا المستوى بمقدار نصف طولها. تم تقريب الجزء السفلي من الوسط من الأول إلى فقرات الذيل الثالثة ، ولكنه مقعر من الرابع إلى الثامن عشر. العدد المعتاد لفقرات المسار في الإلاسموصورات هو 30. منذ أن انصهرت آخر فقرات ذيل الإلاسموصورات في هيكل مشابه لبيغوستايل الطيور ، فمن الممكن أن يدعم هذا زعنفة الذيل ، لكن الشكل الذي كان يمكن أن يكون عليه غير معروف.

## الأنواع المعينة سابقًا
بعد وصف نوع النوع E. platyurus ، تم وصف عدد من أنواع الأسمسوريس بواسطة Cope و Williston ومؤلفون آخرون. ومع ذلك ، لا يزال أي من هذه الأنواع يشير بالتأكيد إلى جنس الأسمسوريس اليوم ، ومعظمها إما تم نقلها إلى أجناس خاصة بها أو تعتبر أسماء مشكوك فيها ، nomina dubia - أي بدون سمات مميزة ، وبالتالي مشكوك فيها الصلاحية.
```
بمرافقة وصفه لـ E. platyurus عام 1869، قام كوب بتسمية نوع آخر من الأسمسوريس ، E. orientalis ، بناءً على فقرتين ظهريتين من نيو جيرسي. وقد ميز E. orientalis من E. platyurus من خلال العمليات الأكثر تطورًا المعروفة باسم parapophyses على الفقرات ، والتي اعتبرها تقترب من Cimoliasaurus ؛ ومع ذلك ، فقد خصصها لـ Elasmosaurus بسبب حجمها الكبير وجوانبها الزاوية. تم استخدام أول هذه الفقرات كواجهة باب في متجر خياط ، بينما تم العثور على الأخرى في حفرة بواسطة صموئيل لوكوود ، المشرف. أعطى كوب الاسم الشرقي للأنواع الجديدة ، على اعتبار أنه من المحتمل أن يكون له توزيع شرقي أكثر من E. platyurus. بعد ذلك ، نقل ليدي E. orientalis إلى الجنس المشكوك فيه الآن Discosaurus في العام التالي. في عام 1952، اعتبر ويلز أن الأنواع هي اسم دوبيوم ، بالنظر إلى مدى تجزئتها.
```

في عام 1869 نشر كوب أيضًا مقالًا عن الزواحف الأحفورية في نيوجيرسي ، حيث وصف E. orientalis بأنه حيوان «ذو رقبة طويلة». ومع ذلك ، في الرسم التوضيحي المصاحب ، أظهر كوب الأسمسوريس قصير العنق يواجه Dryptosaurus (ثم Laelaps)، مع Mosasaurus مثل plesiosaurus وحيوانات أخرى في الخلفية. وفقًا لديفيدسون ، من غير المؤكد أي نوع من أنواع الأسمسوريس تم تصويره ، ولكن إذا كانت E. orientalis ، فإن العنق القصير يتناقض مع نص Cope نفسه ، وإذا كانت E. platyurus ، فقد أظهر للحيوان عنق قصير بعد الاعتراف بأن هذا غير صحيح. اقترح ديفيدسون أنه على الرغم من أن ليدي قد أشار إلى خطأ كوب في عام 1868، إلا أن كوب ربما لم يقبل هذا. [9] [29] في رد عام 1870 على ليدي ، ذكر كوب نفسه أن الموضع العام لـ E. orientalis كان موضع شك ، وأنه قد رسمه برقبة قصيرة لاعتقاده أن هذه كانت حالة Cimoliasaurus. إذا أظهرت المزيد من البقايا أن للإشريكية الشرقية رقبة طويلة مثل الأسمسوريس ، فقد ذكر أن الصورة قد تمثل Cimoliasaurus بشكل أفضل.
في نفس المنشور الذي نشر عام 1869 حيث أطلق عليه اسم E. platyurus و E. في المملكة المتحدة. وصفه عالم الحفريات البريطاني ريتشارد أوين بأنه Plesiosaurus constrictus في عام 1850 ؛ أطلق أوين على هذه الأنواع اسم النطاق الضيق للغاية للفقرات بين pleurapophyses ، أو العمليات التي تتمفصل بين الأضلاع. لقد اعتبر هذا جزئيًا قطعة أثرية للحفظ ، لكنه لم يستطع فهم كيفية تأثير الضغط على الجزء المركزي فقط وليس الأطراف المفصلية للمركز. أدرك كوب هذا باعتباره حالة طبيعية ، واعتبر انقباض «نوع من الأسمسوريس أو حليف». [8] في عام 1962، اعتبر ويلز أن P. انقباض هو اسم دوبيوم ، نظرًا لطبيعته المجزأة. [32] [33] احتفظ بير أوف بيرسون به على أنه صالح في عام 1963، مشيرًا إلى التلال الطولي على جانبي الوسط باعتباره سمة الإلاسموصورات. في عام 1995، اعترفت ناتالي بارديت وباسكال جودفرويت أيضًا بأنها الإلاسموصورات ، وإن كانت غير محددة.
اكتشف كوب هيكلاً عظميًا آخر من الإلاسموصورات في عام 1876. أطلق عليه اسم نوع جديد ، E. serpentinus ، في عام 1877، وميزه بنقص الضغط في فقرات العنق الخلفية ، ووجود عدد قليل من الضلوع اللاطئة بين أول عدد قليل من الظهرية ، ووجود «زوايا ضعيفة» أسفل فقرات الذيل الأمامية. اكتشف كوب أيضًا هيكلًا عظميًا كبيرًا آخر يشبه إلى حد كبير بقايا E. orientalis المعروفة من الصخر الزيتي الأسود «للسرير الطباشيري رقم 4». قام بالتنقيب فيه بمساعدة جورج ب. كليدنينج والنقيب نيكولاس بويزن. [36] في عام 1943، قام ويلز بإزالة E. serpentinus من الأسمسوريس، ووضعها في جنس جديد ، Hydralmosaurus. في وقت لاحق ، تم نقل جميع عينات Hydralmosaurus إلى Styxosaurus في عام 2016، مما جعل الاسم السابق dubium. نشر ويليستون شكلاً لعينة أخرى من E. serpentinus في عام 1914 ؛ وصفها إلمر ريجز رسميًا في عام 1939. نقل ويلز هذه العينة إلى الجنس والأنواع الجديدة Alzadasaurus Riggsi في عام 1943. أعاد كينيث كاربنتر تعيينها إلى ثالاسوميدون هانينجتونى في عام 1999 ؛ وأشار ساكس ويوهان ليندجرين وبنجامين كير إلى أن البقايا تمثل حدثًا وتم تشويهها بشكل كبير ، وفضل الاحتفاظ بها على أنها اسم دوبيوم في عام 2016.
بعد ذلك ، تم العثور على سلسلة من 19 فقرة عنق وظهرًا من منطقة Big Bend في ميسوري - وهي جزء من تكوين Pierre Shale - بواسطة John H. Charles. عند استلامها العظام في أكاديمية العلوم الطبيعية ، اعتبرها كوب نوعًا آخر من الأسمسوريس. كانت الفقرات ، وفقًا لكوب ، الأقصر بين أعضاء الجنس (تقترب من Cimoliasaurus في هذه الحالة)، لكنه لا يزال يعتبرها تنتمي إلى الأسمسوريس بسبب شكلها المضغوط. أطلق عليها اسم E. intermedius في عام 1894. ومع ذلك ، في تنقيحه عام 1906 للبلسيوصورات في أمريكا الشمالية ، اعتبر ويليستون أن الفقرات «كلها مشوهة بشكل أو بآخر»، ولم يجد أي اختلافات واضحة بين بقايا E. في عام 1952، رأى ويلز أنه إذا كان E. intermedius صالحًا ، «يجب الإشارة إلى جنس pliosaurian»؛ ومع ذلك ، شرع في تسميته اسم dubium في 1962. تم العثور على ثلاث فقرات أقصر جنبًا إلى جنب مع E. intermedius ، التي خصصها كوب للجنس والأنواع الجديدة Embaphias Circulosus ، واعتبرها ويلز أيضًا اسمًا مزدوجًا في عام 1962.
قام ويليستون بتسمية عدد من أنواع الأسمسوريس الجديدة الأخرى في مراجعته عام 1906. في عام 1874 اكتشف هو و Mudge عينة في بلوم كريك ، كانساس. بينما قام في البداية بتخصيصه في عام 1890 لنوع جديد من Cimoliasaurus ، C. snowii ، أدرك فيما بعد طبيعة elasmosaurid لعظم العضد والكوراكويدات. وهكذا ، أعاد تسمية النوع E. snowii. واكتشف إلياس ويست عينة ثانية عام 1890، وتم تكليفه أيضًا ببكتيريا E. snowii. في عام 1943، نقل ويليس E. snowii إلى جنسها الخاص ، Styxosaurus ، [37] حيث بقيت الأنواع. ومع ذلك ، تم تعيين العينة الغربية لـ Thalassiosaurus ischiadicus (انظر أدناه) بواسطة Welles في عام 1952 ؛ [28] أعادها كاربنتر إلى S. snowii في عام 1999. أعاد ويليستون أيضًا تعيين النوع E. ischiadicus من جنس Polycotylus ، حيث وضعه في البداية عندما أطلق عليها في عام 1903. واكتشف النوع البقايا من قبله في نفس الرحلة الاستكشافية التي قام بها عام 1874 مع Mudge. خصص ويليستون عينة أخرى اكتشفها Mudge و H. A. Brous في عام 1876. [16] في عام 1943، تم تعيين كلا العيّنتين للجنس الجديد Thalassiosaurus بواسطة Welles ، [37] الذي قام بعد ذلك بتعيين النوع الجديد Alzadasaurus kansasensis في عام 1952. اعتبر جلين ستورز كلاهما من الإلاسموصورات غير المحددة في عام 1999 ؛ في نفس العام ، عيّن كاربنتر كلاهما لـ Styxosaurus snowii.
تم العثور على عينة من elasmosaurid بواسطة هاندل مارتن في مقاطعة لوغان ، كانساس في عام 1889. سمى ويليستون هذا النوع كنوع جديد ، E. (؟) مارشي. كان لديه تحفظات بشأن إحالته إلى الجنس ، وأدرك أنه ربما يتعلق بجنس آخر. في عام 1943، نقل ويليس E. (؟) marshii إلى جنس خاص به ، Thalassonomosaurus ؛ [37] ومع ذلك ، أغرق كاربنتر T. marshii في Styxosaurus snowii في عام 1999. [24] نوع آخر ، E. nobilis ، تم تسميته من قبل ويليستون من بقايا كبيرة جدًا اكتشفها Mudge في عام 1874 في مقاطعة جيويل ، كانساس. سمى ويلز E. nobilis كنوع من Thalassonomosaurus ، T. nobilis ، في عام 1943، ولكن كاربنتر اعتبره أيضًا جزءًا من S. snowii. أخيرًا ، تم تسمية فقرتين ظهريتين كبيرتين بشكل استثنائي تم جمعهما بواسطة تشارلز ستيرنبرغ في عام 1895 بواسطة ويليستون E. sternbergii ، لكن ستورز اعتبرتهما غير محددين. ذكر ويليستون ثلاثة أنواع إضافية من الأسمسوريس، والتي كان سيصوّرها ويصفها في وقت لاحق. وأشار مرة أخرى إلى نوع جديد من الأسمسوريس، من كانساس ، في عام 1908.
بوغولوبوف عدة أنواع روسية ، بناءً على بقايا فقرات محفوظة بشكل سيئ ، إلى الأسمسوريس بواسطة N.N. Bogolubov في عام 1911. أحدها كان E. helmerseni ، الذي وصفه W Kiprijanoff لأول مرة في عام 1882 من Maloje Serdoba ، Saratov ، باسم Plesiosaurus helmerseni. تم تعيين بعض المواد من سكانيا ، السويد ، إلى P. helmerseni في عام 1885 بواسطة H. Schröder. تم نقل بقايا العمود الفقري والأطراف من كورسك التي حددها Kiprijanoff في البداية إلى P. helmerseni بواسطة Bogolubov إلى الأنواع الجديدة E. kurskensis ، والتي اعتبرها «متطابقة مع الأسمسوريس أو مرتبطة بها». كما قام بتسمية E. orskensis ، استنادًا إلى بقايا فقرات عنق وذيل «كبيرة جدًا» من كونوبليانكا ، أورينبورغ ؛ و E. serdobensis ، على أساس فقرة عنق واحدة من Maloje Serdoba. ومع ذلك ، فقد تم التشكيك في صحة كل هذه الأنواع. اعتبر ويلز أن E. kurskensis عبارة عن بليزوصور غير محدد في عام 1962. أشار بيرسون في مراجعة عام 1959 لـ "E." السويدية. helmerseni أنه على الرغم من أن الأنواع ربما كانت مرتبطة ارتباطًا وثيقًا بـ الأسمسوريس، إلا أنها كانت مجزأة للغاية بحيث لا يمكن تقييم هذه الفرضية ؛ [47] لاحظ لاحقًا في عام 1963 أنه فيما يتعلق بالأنواع الثلاثة الأخيرة ، «تعريفها العام والخاص مشكوك فيه»، على الرغم من أنه رفض تصنيفها على وجه التحديد على أنها غير صالحة بسبب عدم رؤيته للمواد الأحفورية. وبالمثل ، في عام 1999، اعتبر إيفجيني بيرفوشوف ، ومكسيم أرخانجيلسكي ، وآي في إيفانوف ، أن E. helmerseni عبارة عن elasmosaurid غير محدد. في عام 2000، اتفق ستورز ، أرخانجيلسكي ، وفلاديمير إيفيموف مع ويلز على إي كورسكينسيس ، ووصفوا E. orskensis و E. serdobensis على أنهما إلاسموصورات غير محددة.
تم وصف نوعين روسيين إضافيين من قبل المؤلفين اللاحقين. وصف A.N. Riabinin كتيبة واحدة من زعنفة في عام 1915 باسم E. (؟) sachalinensis؛ سميت هذه الأنواع على اسم جزيرة سخالين ، حيث وجدها N.N.Tikhonovich في عام 1909. ومع ذلك ، لا يمكن تحديد هذه العينة بشكل أكثر تحديدًا من إلاسموصوريد غير محدد ، والذي تبعه بيرسون [34] وبيرفوشوف وزملاؤه. كان Storrs و Arkhangelsky و Efimov أقل تحديدًا ، حيث وصفوه بأنه plesiosaur غير محدد ؛ تبع هذا التصنيف ألكسندر أفيريانوف وفي.كيه بوبوف في 2005. [52] ثم ، في عام 1916، أطلق P. A. Pravoslavlev اسم E. amalitskii من منطقة نهر دون ، بناءً على عينة تحتوي على فقرات ، ومشابك للأطراف ، وعظام أطراف. اعتبره بيرسون نوعًا صالحًا ، وعضوًا كبيرًا نسبيًا من الإلاسموصورات ؛ ومع ذلك ، مثل E. (؟) sachalinensis ، اعتبر Pervushov وزملاؤه E. amalitskii من Elasmosaurid غير محدد.
في مراجعة عام 1918 للتوزيع الجغرافي وتطور الأسمسوريس، قام برافوسلافليف مؤقتًا بتعيين ثلاثة أنواع أخرى مسماة سابقًا إلى الأسمسوريس؛ لم يتم اتباع آرائه التصنيفية على نطاق واسع. كان أحد هؤلاء هو E. chilensis ، استنادًا إلى Chilean Plesiosaurus chilensis المسمى من فقرة ذيل واحدة بواسطة كلود جاي في عام 1848. [53] نقل فيلهلم ديك تشيلينسيس إلى بليوصورس في عام 1895، [54] وهو تصنيف أقره برافوسلافليف. قام إدوين كولبير في وقت لاحق بتعيين نوع فقرة في عام 1949 إلى pliosauroid ، وخصص أيضًا بقايا مخصصة أخرى للإلاسموصورويدات غير المحددة ؛ تم التعرف على نوع الفقرة على أنها تنتمي إلى Aristonectes parvidens بواسطة José O'Gorman وزملاؤه في عام 2013. آخر هو E. haasti ، أصلاً Mauisaurus haasti ، أطلق عليه جيمس هيكتور في عام 1874 بناءً على بقايا وجدت في نيوزيلندا. على الرغم من أن صحتها كانت مدعومة لفترة طويلة ، إلا أن M. haasti يعتبر اسمًا دوبيومًا اعتبارًا من عام 2017. تعرف برافوسلافليف على نوع آخر من نيوزيلندا ، E. hoodii ، أطلق عليه أوين في عام 1870 اسم Plesiosaurus hoodii استنادًا إلى فقرة عنق. اعترف ويلز بأنه اسم دوبيوم في عام 1962 ؛ وافق جوان ويفين وويليام مويسلي في مراجعة عام 1986 للبليزوصورات النيوزيلندية.
في عام 1949، أطلق ويلز على نوع جديد من الأسمسوريس، E.Morgani. تم تسميته من هيكل عظمي محفوظ جيدًا تم العثور عليه في مقاطعة دالاس ، تكساس. ومع ذلك ، فقد تم إلقاء جزء من العينة عن طريق الخطأ أثناء نقل مجموعات الأحافير التابعة لجامعة Southern Methodist. أدرك ويلز تشابه E. morgani مع E. platyurus في حزام كتفه ، لكنه حافظ عليها كنوع منفصل بسبب عنقها الأقصر وفقرات العنق الخلفية الأكثر قوة. في عام 1997، أعاد كاربنتر النظر في الاختلافات بين النوعين ، ووجدها كافية لوضع E. morgani في جنسها ، والذي أطلق عليه اسم Libonectes. على الرغم من إعادة تخصيصه وفقدان مادته ، غالبًا ما يعتبر L. morgani نموذجًا أصليًا من الإلاسموصورات. تم قبول البيانات المستندة إلى هذه العناصر المفقودة بلا شك في تحليلات علم الوراثة اللاحقة ، حتى تم نشر إعادة وصف العناصر الباقية من قبل ساكس وبنجامين كير في عام 2015.
عيّن بيرسون نوعًا آخر إلى Elasmosaurus جنبًا إلى جنب مع وصفه لعام 1959 لـ "E." helmerseni من السويد ، وهي E. (؟) gigas. كان يعتمد على Pliosaurus (؟) gigas لشرودر ، سمي في عام 1885 من اثنين من الظهرية. تم العثور على واحد في بروسيا ، والآخر في سكانيا. بينما كانت غير مكتملة ، أدرك بيرسون أن نسبها وشكل نهاياتها المفصلية تختلف اختلافًا كبيرًا عن البلايوصورويدات ، وبدلاً من ذلك اتفقت جيدًا مع الإلاسموصورات. بالنظر إلى أنه في وقت كتابة بيرسون ، «لم يكن هناك ما يناقض أنها أقرب إلى الأسمسوريس»، فقد خصصها لـ الأسمسوريس«بتردد». كان ثيودور فاجنر قد خصص جيجاس لـ Plesiosaurus في عام 1914. اعتبارًا من عام 2013، ظل هذا الإسناد المشكوك فيه دون تغيير. تم تسمية نوع آخر من روسيا ، E. antiquus ، من قبل Dubeikovskii و Ochev في عام 1967 من محجر Kamsko-Vyatsky الفوسفوريت ، لكن Pervushov وزملاؤه في عام 1999، تلاه Storrs وزملاؤه في عام 2000، أعادوا تفسيره على أنه elasmosaurid غير محدد.

## التصنيف
على الرغم من أن كوب قد اعترف في الأصل بـ الأسمسوريس على أنه plesiosaur ، إلا أنه في ورقة عام 1869 وضعه ، مع Cimoliasaurus و Crymocetus ، في ترتيب جديد من الزواحف السوروبتريجيان. أطلق على المجموعة اسم Streptosauria ، أو «السحالي المعكوسة»، نظرًا لأن اتجاه فقراتها الفردية يُفترض أنه مقلوب مقارنةً بما هو موجود في الحيوانات الفقارية الأخرى. بعد ذلك تخلى عن هذه الفكرة في وصفه عام 1869 للإلاسموصوروس ، حيث ذكر أنه استند إليها على تفسير ليدي الخاطئ لسيمولاسوروس. في هذه الورقة ، أطلق أيضًا على عائلة Elasmosauridae الجديدة ، التي تحتوي على الأسمسوريس و Cimoliasaurus ، دون تعليق. داخل هذه العائلة ، اعتبر أن الأول يتميز برقبة أطول مع فقرات مضغوطة ، والأخيرة برقبة أقصر مع فقرات مربعة ومنخفضة.
في السنوات اللاحقة ، أصبحت Elasmosauridae واحدة من ثلاث مجموعات صنفت فيها البليصور ، والمجموعات الأخرى هي Pliosauridae و Plesiosauridae (تندمج أحيانًا في مجموعة واحدة). شرح تشارلز أندروز الاختلافات بين الإلاسموريدات والبلايوسوريد في عامي 1910 و 1913. وقد وصف الإلاسموصورات برقابها الطويلة ورؤوسها الصغيرة ، بالإضافة إلى كتفها الصلبة والمتطورة (ولكنها ضامرة أو غائبة عن الترقوة والتراكمات) من أجل الحركة التي تحركها الأطراف الأمامية . في هذه الأثناء ، كان للبلايوصورات أعناق قصيرة ورؤوس كبيرة ، واستخدمت حركة تحركها الأطراف الخلفية. على الرغم من أن وضع الأسمسوريس في Elasmosauridae ظل غير مثير للجدل ، فقد تغيرت الآراء حول علاقات الأسرة على مدى العقود اللاحقة. أنشأ ويليستون تصنيفًا منقحًا للبليزوصورات في عام 1925.
في عام 1940 نشر ثيودور وايت فرضية حول العلاقات المتبادلة بين عائلات بليزيوسوريان المختلفة. واعتبر أن Elasmosauridae هو الأقرب إلى Pliosauridae ، مشيرًا إلى وجود كوراكويدات ضيقة نسبيًا بالإضافة إلى افتقارها إلى الترقوة أو الترقوة. كما لاحظ تشخيصه للإلاسموصوريدي الطول المعتدل للجمجمة (أي الجمجمة متوسطة الرأس)؛ أضلاع العنق لها رأس أو رأسان ؛ تلامس الكتف والغرابي في خط الوسط ؛ الزاوية الخارجية الخلفية المتضائلة للغرابي ؛ وزوج الفتحات (fenestrae) في مركب لوح الكتف-الغرابي مفصول بواسطة شريط أضيق من العظم مقارنة بالبلايوصورات. ينشأ التباين المذكور في عدد الرؤوس على ضلوع الرقبة من تضمينه لـ Simolestes في Elasmosauridae ، نظرًا لأن خصائص كل من الجمجمة وحزام الكتف تقارن بشكل أفضل مع الأسمسوريس منها مع Pliosaurus أو Peloneustes. واعتبر Simolestes سلفًا محتملاً للإلاسموصوروس. اعتمد أوسكار كون تصنيفًا مشابهًا في عام 1961.
اعترض ويلز على تصنيف وايت في تنقيحه عام 1943 للبليزوصورات ، مشيرًا إلى أن خصائص وايت تتأثر بكل من الحفظ والتطور. قام بتقسيم البلصورات إلى عائلتين فائقتين ، Plesiosauroidea و Pliosauroidea ، بناءً على طول الرقبة ، وحجم الرأس ، وطول الإسك ، ونحافة عظم العضد وعظم الفخذ (البروبيديا). تم تقسيم كل عائلة عظمى بشكل أكبر حسب عدد الرؤوس على الضلوع ، ونسب epipodialia. وهكذا ، كان للإلاسموصورات رقبة طويلة ، ورؤوس صغيرة ، وإسكيا قصير ، وأضلاع ممتلئة ، وأضلاع أحادية الرأس ، وقصر فوق الظهارة. [34] اعتمد كل من بيير دي سان سين في عام 1955 وألفريد رومر في عام 1956 تصنيف ويلز. في عام 1962، قام ويلز بتقسيم الإلاسموصورات إلى أجزاء أخرى استنادًا إلى ما إذا كانت تمتلك قضبانًا في الحوض تكونت من اندماج الإسكيا ، مع اتحاد Elasmosaurus و Brancasaurus في فصيلة Elasmosaurinae من خلال مشاركتهما في قضبان الحوض المغلقة تمامًا.

## علم الأحياء القديمة
يُعرف الأسمسوريس من تكوين شارون سبرينغز للعصر الكامباني في العصر الطباشيري العلوي بيير شيل في غرب كانساس ، والذي يعود تاريخه إلى حوالي 80.5 مليون سنة. يمثل صخر بيير فترة ترسبات بحرية من الطريق البحري الداخلي الغربي ، وهو بحر قاري ضحل غمر الكثير من وسط أمريكا الشمالية خلال العصر الطباشيري. امتد الطريق البحري الداخلي الغربي في أكبره من جبال روكي شرقًا إلى جبال الأبلاش ، بعرض حوالي 1000 كيلومتر (620 ميل). قد يكون عمقها في أعمق 800 أو 900 متر (2600 أو 3000 قدم) فقط. استنزفت مستجمعات مياه قارية كبيرة من الشرق والغرب ، مما أدى إلى تخفيف مياهها وجلب الموارد في الطمي المتآكل الذي شكل أنظمة دلتا نهرية متحركة على طول سواحلها المنخفضة. كان هناك القليل من الترسيب على الهامش الشرقي للممر البحري ؛ تراكمت على الحافة الغربية كومة سميكة من الرواسب المتآكلة من كتلة الأرض الغربية. وبالتالي كان الشاطئ الغربي متغيرًا بدرجة كبيرة ، اعتمادًا على الاختلافات في مستوى سطح البحر وإمدادات الرواسب.
من المحتمل أن قاع البحر الناعم الموحل تلقى القليل جدًا من ضوء الشمس ، لكنه كان يعج بالحياة بسبب الأمطار المستمرة للحطام العضوي من العوالق والكائنات الحية الأخرى في أعلى عمود الماء. ويغلب على القاع محار إينوسيراموس الكبير المغطى بالمحار. كان هناك القليل من التنوع البيولوجي. كانت أصداف البطلينوس قد تراكمت على مر القرون في طبقات تحت سطح البحر ، وكانت ستوفر مأوى للأسماك الصغيرة. تشمل اللافقاريات الأخرى المعروفة بأنها عاشت في هذا البحر أنواعًا مختلفة من rudists ، crinoids ورأسيات الأرجل (بما في ذلك الحبار والأمونيت).